# Kamál Hasan Alí
Kamál Hasan Alí (arabsky: كمال حسن علي; ‎18. září 1921, Káhira – 27. března 1993, tamtéž) byl egyptský politik a generál. V letech 1984 až 1985 zastával úřad egyptského premiéra. Předtím působil v četných vládních funkcích: v letech 1978 až 1980 byl ministrem obrany, následně mezi lety 1980 až 1984 ministrem zahraničních věcí.

## Biografie
Narodil se v Káhiře a studoval na lékařské škole. V devatenácti letech však studií zanechal a vstoupil do egyptské armády, kde absolvoval vojenskou akademii. Ve druhé světové válce bojoval v roce 1942 bojoval v tankových bitvách v rámci elitní 4. obrněné divize. V roce 1948 se účastnil první arabsko-izraelské války. O čtyři roky později, během druhé egyptské revoluce, se jí i přes naléhání bratrů nezúčastnil, ale zabránil svému tankovému praporu zakročit ve prospěch dosavadního vládce, krále Farúka. V roce 1973 byl jedním z hlavních architektů egyptské operace Badr, která znamenala pro Egypt úspěch na počátku jomkipurské války s Izraelem.
V letech 1975 až 1978 byl ředitelem egyptské zpravodajské služby. V této pozici se v červnu 1977 se, za zprostředkování marockého krále Hasana II., sešel v Maroku s ředitelem izraelské zpravodajské služby Mosad, Jicchakem Chofim, který mu předal informace o chystaném atentátu na egyptského prezidenta Anvara Sadata ze strany palestinských radikálů a možném vojenském nebezpečí ze strany Libye. V roce 1978 se stal ministrem obrany a podílel se na egyptsko-izraelském mírovém procesu, který vedl k uzavření egyptsko-izraelské mírové smlouvy. V letech 1980 až 1984 působil jako ministr zahraničí a nakonec se v červenci 1984 stal egyptským premiérem. Po třinácti měsících ale kvůli zhoršujícímu zdraví v srpnu 1985 rezignoval a opustil politiku. Následující rok stanul v čele Egyptian-Gulf Bank a tuto funkci zastával až do své smrti.
Zemřel v Káhiře ve věku 71 let.